# Matteo Bandello
Matteo Bandello (Castelnuovo Scrivia, 1485 — Agen, 1561) foi poeta, novelista e prelado italiano.
Estudou em Pádua. Ingressou na Ordem dos Pregadores. Posteriormente abandonou a ordem para dedicar-se à política. Tomou parte na guerra entre franceses e espanhóis e foi considerado proscrito.
Protegido de Henrique II, rei de França, foi nomeado bispo de Agen em 1550, onde viveu seus últimos anos.
Sua obra literária compõe-se de um Cancioneiro (1544), que inclui duzentos poemas no estilo de Petrarca, e sobretudo as Novelas (1510/60), em número de 214. É esse última obra que lhe deu fama. Foi muito lido nos séculos XVI e XVII e imitado por muitos escritores franceses da época ou posteriores. Seus temas são tirados de textos antigos, anedotas, farsas medievais, temas religiosos, etc..
William Shakespeare conhecia a tradução das novelas de Bandello, das quais extraiu o tema para várias de suas peças, especialmente as comédias Muito Barulho por Nada e Noite de Reis e a tragédia Romeu e Julieta, traduzidas para o francês, por  François de Belleforest e Pierre Boaistuau.